# Godło Mozambiku

Godło Mozambiku

Godło państwowe Mozambiku jest wzorowane na godle Związku Radzieckiego. To skrzyżowany nad otwartą książką karabinek Kałasznikowa z motyką, otoczony wieńcem z kukurydzy:
- motyka i wieniec – są symbolami prostego ludu (większość ludzi utrzymuje się z rolnictwa, motyka jest nadal najpopularniejszym narzędziem pracy tamtejszych rolników)
- karabin (karabinek AK) – symbolizuje walkę o niepodległość
- książka – symbolizuje oświatę

## Historyczne herby

Wczesna wersja herbu
Tymczasowy herb Portugalskiej Afryki Wschodniej przed 1935
1935–1951
1951–1975
Tarcza
Ludowa Republika Mozambiku 1975–1982
1982–1990